# Megacyllene murina
Megacyllene murina es una especie de escarabajo longicornio del género Megacyllene, tribu Clytini, subfamilia Cerambycinae. Fue descrita científicamente por Burmeister en 1879.

## Descripción
Mide 12,5-13 milímetros de longitud.

## Distribución
Se distribuye por Argentina, Paraguay y Uruguay.